# Giacomo Melzi

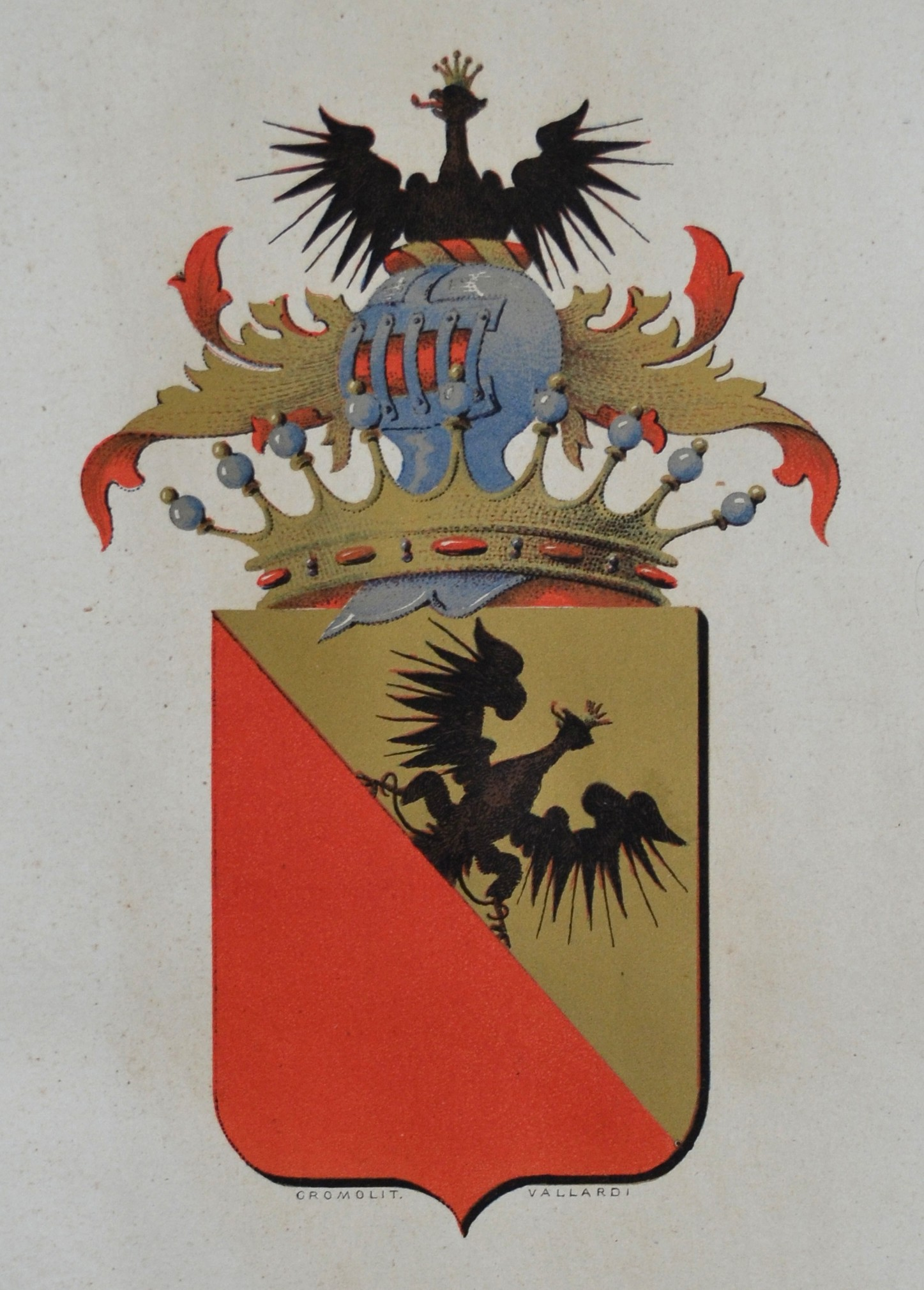
Stemma Melzi

Giacomo Melzi (Milano, 22 agosto 1721 – 16 gennaio 1802) è stato un collezionista d'arte italiano, collezionista di quadri nella Milano del Settecento.
Esponente della famiglia Melzi.

## Biografia
Nacque a Milano il 22 agosto 1721 dal Questore togato Francesco II Saverio,  settimo Conte di Magenta e da Anna, figlia del Marchese Gaspare Melzi, un matrimonio atto ad unire due rami illustri dello stesso ceppo familiare.  A vent'anni abbandona la carriera ecclesiastica, iniziata nel 1731, entrando nella Reale Accademia di Torino, arrivando fino al grado di capitano. Cavaliere gerosolimitano non professo.
Dedito agli studi, partecipe del mondo degli illuministi milanesi e sensibile alle idee dei filosofi ed enciclopedisti d'Oltralpe.
Subentrato al fratello primogenito Gaspare - caduto in disgrazia presso il padre - nella amministrazione dei beni di famiglia, sostenne finanziariamente negli studi e nella carriera il nipote Francesco destinato a divenire, dal 1802, Vicepresidente della Repubblica Italiana al quale restò sempre molto legato.
Fu un grande collezionista di pitture, passione iniziata acquistando a Milano, a partire dal 1782, i dipinti all'asta della collezione del Ministro Plenipotenziario Conte Carlo Firmian.
Di maggiore portata la svolta di gusto nel 1786 che fece della collezione Melzi, la più importante raccolta milanese nell'interesse verso i cosiddetti “primitivi”, i maestri del primo Rinascimento. 
Attraverso i legami di consulenza con il Segretario dell'Accademia di Brera Carlo Bianconi, Giacomo Melzi acquistò il 4 febbraio 1786 dal Fondo di Religione, tre tavole di Pietro Perugino e tre di Giovanni Agostino da Lodi, provenienti dalla Certosa di Pavia. Negli anni successivi, nell'occasione delle requisizioni conseguenti alle soppressioni del beni ecclesiastici, il collezionista acquistò diversi capolavori milanesi come, tra cui la Pala di San Rocco opera di Cesare da Sesto, i comparti laterali della celebre leonardesca Vergine della Rocce dalla Chiesa di san Francesco Grande, la grande pala di Bernardo Zenale con la Circoncisione dalla Chiesa di S. Maria della Canonica. Allo stesso modo entrarono della collezione, opere del Bergognone, del Bramantino, del Luini, e di altri contemporanei.
La galleria Melzi, nota anche perché visitabile da parte di amatori e studiosi già prima della formazione e della nascita della Pinacoteca di Brera, conserva circa 250 dipinti, ed è ospitata dall'antico palazzo dei Melzi a Milano, in contrada Santa Maria Segreta, dove Giacomo morì il 16 gennaio 1802.